# Cantón de Le Poiré-sur-Vie
El cantón de Le Poiré-sur-Vie era una división administrativa francesa, que estaba situada en el departamento de Vandea y la región de Países del Loira.

## Composición
El cantón estaba formado por ocho comunas:
- Aizenay
- Beaufou
- Belleville-sur-Vie
- La Génétouze
- Le Poiré-sur-Vie
- Les Lucs-sur-Boulogne
- Saint-Denis-la-Chevasse
- Saligny

## Supresión del cantón de Le Poiré-sur-Vie
En aplicación del Decreto n.º 2014-169 de 17 de febrero de 2014, el cantón de Le Poiré-sur-Vie fue suprimido el 22 de marzo de 2015 y sus 8 comunas pasaron a formar parte del nuevo cantón de Aizenay.